# Jordi Villacampa
Jordi Villacampa, né le 11 octobre 1963 à Reus (Catalogne, Espagne), est un joueur espagnol de basket-ball. Il est président de la Joventut de Badalone de 1999 à 2017 après y avoir fait toute sa carrière comme joueur.

## Biographie
Débutant à l'âge de 16 ans en Liga ACB avec le club de Joventut de Badalone, il y effectue toute sa carrière qu'il termine en 1997 à l'âge de 35 ans. Avec son club, il remporte deux trophées européens, la Coupe Korać en 1981 puis l'Euroligue en 1994 à Tel Aviv face à l'Olympiakos.
Il porte à 158 reprises les couleurs de la sélection espagnole de 1984 à 1994. Il participe à toutes les phases finales de grandes compétitions internationales, excepté les Jeux olympiques de 1984 à Los Angeles en raison d'un choix très controversé du sélectionneur de l'époque, et du Championnat d'Europe 1989 à Zagreb en raison d'une blessure. Son meilleur résultat est une médaille de bronze du Championnat d'Europe 1991 à Rome.
Avec 8 991 points (moyenne de 17,77 par match), il est le deuxième meilleur marqueur de l'histoire du championnat d'Espagne, derrière Alberto Herreros (9 759 points).
En 1999, Villacampa devient président de la Joventut de Badalona. En 2017, il laisse sa place à Juan Antonio Morales.

## Club
- Joventut de Badalone

## Palmarès

### Club
- Coupe des champions: 1994
- Finaliste de la Coupe des champions 1992
- Coupe Korać: 1981, 1990
- Champion d'Espagne: 1991, 1992
- Coupe du Roi: 1997

### Sélection nationale
- Jeux olympiques d'été
  - Participation aux Jeux olympiques de 1992 à Barcelone
  - Participation aux Jeux olympiques de 1988 à Séoul
- Championnat d'Europe
  - Participation au Championnat du monde 1994 à Toronto
  - Participation au Championnat du monde 1990 en Argentine
  - Participation au Championnat du monde 1986 en Espagne
- Championnat d'Europe
  -  Médaille de bronze du Championnat d'Europe 1991 à Rome
  - Participation au Championnat d'Europe 1993 à Munich
  - Participation au Championnat d'Europe 1987 à Athènes
  - Participation au Championnat d'Europe 1985 à Stuttgart
- autres
  - International espagnol à 158 reprises de 1984 à 1994

### Distinctions personnelles

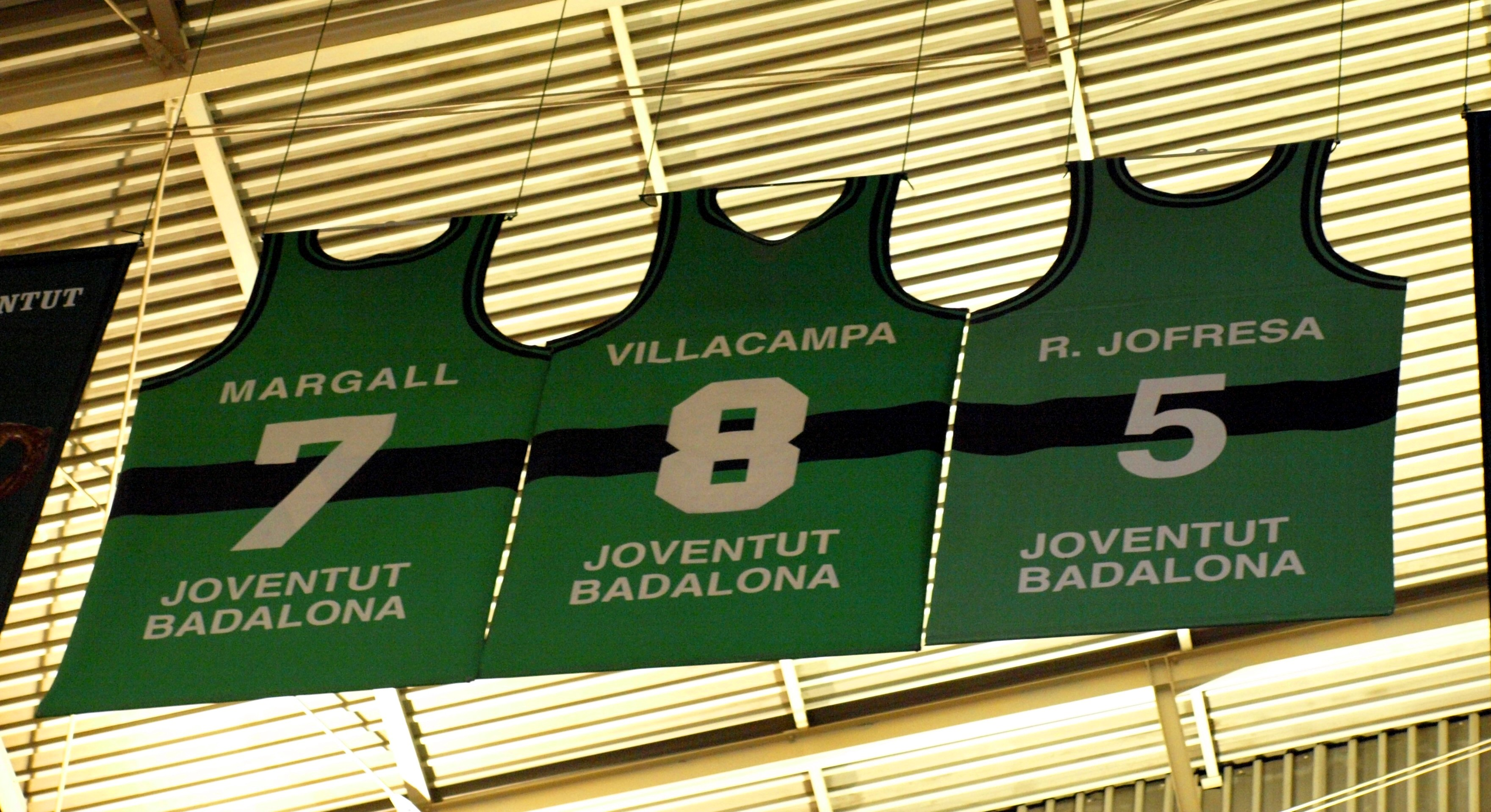
Maillots retirés

- Son numéro 8 a été retiré et suspendu au plafond de la salle, aux côtés de ceux de Rafael Jofresa et Josep Maria Margall